# Ezequiel Lavezzi
Ezequiel Iván Lavezzi, detto El Pocho (Villa Gobernador Gálvez, 3 maggio 1985), è un ex calciatore argentino, di ruolo attaccante.
Nel corso della sua carriera ha conquistato un campionato argentino con il San Lorenzo, una Coppa Italia con il Napoli, tre campionati, tre Supercoppe, due Coppe di Lega e una Coppa di Francia con il Paris Saint-Germain. Con la nazionale olimpica ha vinto la medaglia d'oro ai Giochi Olimpici di Pechino nel 2008, mentre con la nazionale maggiore, nella quale ha esordito in amichevole nel 2007, ha collezionato il secondo posto ai campionati mondiali del 2014 e nelle edizioni 2015 e 2016 della Copa América.

## Biografia
(da un'intervista a Il Mattino, 9 settembre 2007)
Successivamente ha svelato la vera origine del soprannome:
(Ezequiel Lavezzi)
Fondatore dell'associazione benefica Ansur, che opera nella sua città natale, Villa Gobernador Gálvez, a sostegno di bambini e adolescenti che vivono in condizioni di indigenza. Creata nel 2009, l'associazione si occupa di formazione e inserimento sociale e ospita circa 40 bambini.
Già sotto indagine in Argentina per evasione fiscale internazionale, il 10 luglio 2013 viene indagato dalla Procura di Napoli per ricettazione di opera d'arte per aver provato a portare a Parigi, prima del trasferimento al Paris Saint-Germain, una statua di Pompei, che, stando alle parole del calciatore, gli sarebbe stata regalata da un napoletano di Posillipo. È di origini italiane, i suoi nonni paterni erano originari di Pavia.
Tra il 2022 e il 2024 è opinionista delle gare di Champions League  per Amazon Prime Video.
A inizio 2024 l'avvocato dell'ex attaccante Mauricio D'Alessandro rivela che Lavezzi soffre di ipomania, un disturbo che colpisce l'umore e che può portare a farsi del male, e che è in cura da uno psichiatra da diverso tempo negando però che abbia problemi di droga o alcol; Lavezzi stesso ha deciso infatti di farsi ricoverare a Buenos Aires dopo una delle sue crisi.
Suo nipote Agustín Lavezzi è a sua volta un calciatore professionista.

## Caratteristiche tecniche
Ambidestro, giocava come attaccante, preferibilmente da seconda punta oppure da trequartista. La velocità in progressione e la spiccata abilità nel saltare l'uomo palla al piede ne costituivano i principali punti di forza.

## Carriera

### Club

#### Gli esordi
A 12 anni Lavezzi entra a far parte delle giovanili del Coronel Aguirre, dove resta per circa tre anni. All'età di 15 anni giunge in Italia per sostenere un provino con la Fermana, ma fu scartato e prese il suo posto Mazzocchi. Tornato quindi in Argentina, entra a far parte delle giovanili del Boca Juniors; l'esperienza nel club della Capital Federal si rivela breve e problematica, con Lavezzi che decide di abbandonare il calcio e seguire suo fratello nella professione di elettricista.
Tuttavia, due procuratori argentini, Eduardo Rossetto e Alejandro Mazzoni, nel 2003 lo convincono a sostenere un provino con l'Estudiantes (BA) di Buenos Aires. Viene ingaggiato e dopo cinque partite nelle giovanili debutta in prima squadra a poco più di 17 anni. Realizza 17 gol in 39 partite nella Primera B Metropolitana, la terza serie argentina.

#### Parentesi genoana e San Lorenzo
Il 1º agosto 2004 viene acquistato a titolo definitivo dal Genoa per un milione di euro. Impegnato in Serie B, il club ligure decide di lasciarlo per un anno in prestito al San Lorenzo, nella massima serie argentina, dove realizza 9 gol in 29 presenze. Nell'estate del 2005, scaduti i termini del prestito, torna al Genoa in vista della stagione 2005-2006 da disputare nella Serie A appena riconquistata per affiancarsi in attacco ai connazionali Diego Milito e Lucas Rimoldi.
Effettua la preparazione estiva con la squadra, agli ordini di Francesco Guidolin, ma con la maglia rossoblù disputa solamente tre amichevoli precampionato prima che un illecito sportivo releghi il club ligure in Serie C1. Il 2 agosto 2005, anche a causa del mancato ambientamento in terra italiana, la società ligure asseconda il suo desiderio di tornare in Argentina cedendolo a titolo definitivo al San Lorenzo per 1 milione e 200.000 euro.
Con la maglia del club del quartiere di Buenos Aires conquista il Clausura 2007 e guida il San Lorenzo fino ai quarti di finale della Coppa Sudamericana. In questi due anni con il San Lorenzo, Lavezzi realizza 16 gol in 55 presenze.

#### Napoli

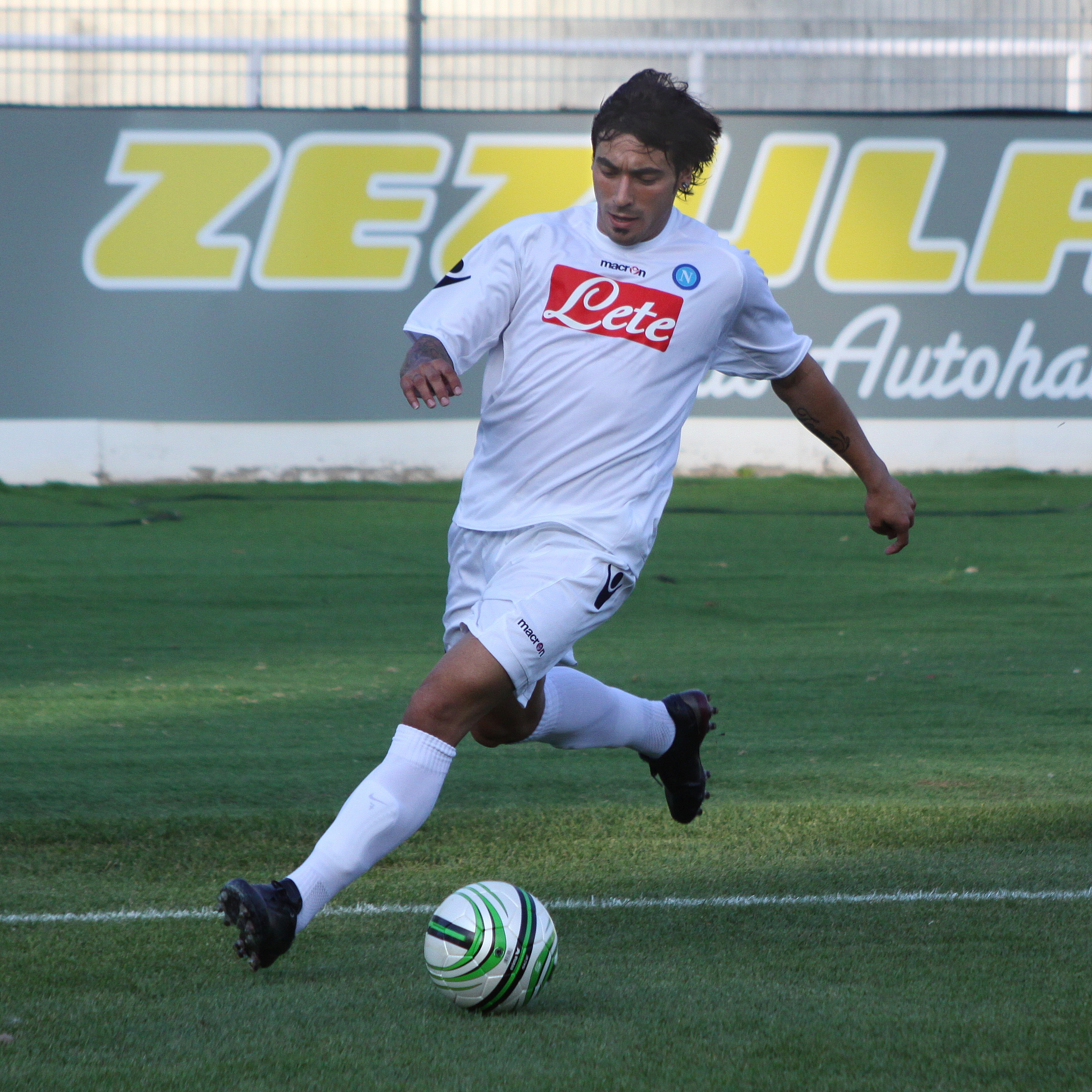
Lavezzi in azione ai tempi del nel 2009

Due anni dopo la breve e infruttuosa parentesi genoana, il 6 luglio 2007 torna in Italia trasferendosi al Napoli per circa 5 milioni di euro Esordisce in maglia azzurra il 15 agosto 2007 nella partita contro il Cesena, in Coppa Italia. Tre giorni dopo, il 18 agosto, alla sua seconda partita ufficiale con la maglia del Napoli, realizza una tripletta nel match contro il Pisa, anch'esso valido per la Coppa Italia, la prima tripletta realizzata da un giocatore del Napoli dopo quattordici anni. Il 2 febbraio 2008, nel match contro l'Udinese al San Paolo, realizza la sua prima doppietta in Serie A; il 19 marzo successivo ne realizza una seconda ai danni della Fiorentina, sempre al San Paolo. Conclude la sua prima stagione in Serie A con 8 gol in 35 partite, contribuendo in maniera decisiva alla qualificazione del Napoli verso la Coppa Intertoto e facendosi apprezzare particolarmente dalla platea partenopea per la rapidità e il dribbling fulmineo.
Nella stagione successiva, il 28 agosto 2008 segna la sua prima rete europea contro gli albanesi del Vllaznia, nel turno preliminare di Coppa UEFA. Grazie alle sue prestazioni con la maglia partenopea, il suo nome è inserito nella lista dei 50 giovani più promettenti al mondo stilata dal britannico Times, risultando al 14º posto. Termina la sua seconda stagione in Serie A con 7 gol in 30 partite.
Inizia la stagione 2009-2010 andando in rete contro la Salernitana in Coppa Italia, siglando il gol del momentaneo 2-0 per il Napoli e il suo 20º con la maglia partenopea. Il 10 gennaio 2010, in occasione di Napoli-Sampdoria, rimedia una distrazione muscolare al bicipite femorale sinistro che lo costringe a circa 40 giorni di stop. Torna al gol il 13 marzo nella gara interna contro la Fiorentina, segnando così un gol al San Paolo dopo più di un anno. Il 18 aprile successivo decide la partita in trasferta contro il Bari con una doppietta, la terza personale in Serie A, quindi realizza su punizione il gol decisivo nella vittoria in casa del Chievo (1-2) del 2 maggio 2010 che regala al Napoli l'aritmetica qualificazione in Europa League. In campionato realizza complessivamente 8 reti in 30 partite, terzo cannoniere stagionale del Napoli dopo Marek Hamšík e Fabio Quagliarella.
In vista dell'annata 2010-2011 viene confermato nel 3-4-2-1 di Walter Mazzarri, nel ruolo di uno dei due trequartisti alle spalle del neoacquisto Edinson Cavani. Apre la stagione del Napoli decidendo con una rete l'andata degli spareggi di Europa League contro l'Elfsborg.
Il 4 novembre realizza, ad Anfield contro il Liverpool, la sua prima rete nei gironi di Europa League, rete che porta momentaneamente in vantaggio gli azzurri (la partita terminerà 3-1 per gli inglesi), mentre sei giorni dopo, nel corso dell'11ª giornata di campionato, realizza il gol che permette al Napoli di vincere 1-0 contro il Cagliari al Sant'Elia, 15 anni dopo l'ultima vittoria partenopea in Sardegna. Pur confermando una scarsa prolificità in termini realizzativi (in campionato sigla complessivamente sei reti, record negativo in Serie A), si conferma determinante nell'economia di gioco del Napoli (miglior uomo-assist azzurro e terzo migliore del campionato) e ricopre un ruolo decisivo nella qualificazione diretta in Champions League.
Il 10 settembre 2011 segna il primo gol partenopeo della Serie A 2011-2012 in Cesena-Napoli, aprendo le marcature della partita che termina poi 3-1 per gli azzurri. Quattro giorni dopo esordisce nella massima competizione europea, la UEFA Champions League, partendo dal primo minuto nella partita in trasferta contro il Manchester City (1-1). Il 3 dicembre 2011, nella partita di campionato Napoli-Lecce (4-2) (nella quale va anche a segno) indossa per la prima volta la fascia di capitano. Segna i primi gol in UEFA Champions League il 21 febbraio 2012, realizzando una doppietta contro il Chelsea nell'andata degli ottavi di finale. In questa stagione sigla il suo record di reti in Serie A (9).
Nella sera del 20 maggio 2012 conquista il suo primo trofeo italiano, vincendo la finale di Coppa Italia all'Olimpico di Roma contro la Juventus, nella quale conquista il rigore che porta il Napoli in vantaggio.
Questa vittoria segna il commiato dal club azzurro, dopo cinque stagioni in cui colleziona 188 presenze e 48 reti tra campionato e coppe.

#### Paris Saint-Germain

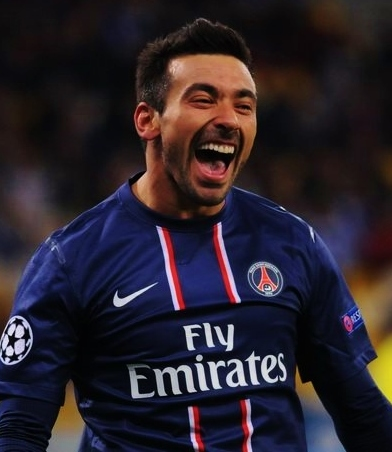
Lavezzi esulta con la maglia del nel 2012

Il 2 luglio 2012 viene acquistato dai francesi del Paris Saint-Germain per 30 milioni di euro. L'11 agosto 2012 debutta in Ligue 1 nell'incontro pareggiato 2-2 contro il Lorient, mentre il 22 novembre mette a segno i primi gol con la squadra francese siglando una doppietta in UEFA Champions League nella partita finita 2-0 ai danni del Dinamo Kiev che porta i parigini alla qualificazione agli ottavi di finale.
L'8 dicembre segna il suo primo gol in Ligue 1, contro l'Évian TG, il gol del momentaneo 2-0 su assist di Zlatan Ibrahimović: è il gol numero 3000 in gare ufficiali per il PSG nella sua storia. Al termine della stagione vince il campionato.
Inizia la stagione 2013-2014 vincendo la Supercoppa di Francia grazie al 2-1 ottenuto il 3 agosto 2013 a Libreville contro il Bordeaux. Il primo gol stagionale arriva il 25 agosto 2013 nella vittoria per 1-2 in trasferta contro il Nantes, segnando il gol decisivo del definitivo 2-1 in favore dei parigini. Torna al gol in campionato il 7 dicembre 2013 nella gara vinta per 5-0 contro il Sochaux, mentre il 12 dicembre realizza un gol nella gara di ritorno contro Bayer Leverkusen negli ottavi di finale di Champions League.
Il 25 aprile 2015, in occasione dell'ampia vittoria di campionato per 6-1 contro il Lilla, segna la sua prima tripletta con la maglia del PSG.
Dopo aver trascorso 4 stagioni al PSG, giocando 161 incontri, segnando 35 gol, vincendo 3 campionati (2013, 2014 e 2015), 3 Supercoppe (2013, 2014 e 2015), 2 Coppe di lega (2014 e 2015) e 1 Coppa di Francia (2015), Lavezzi tenta l'avventura in Cina.

#### Hebei China Fortune
Il 17 febbraio 2016 si trasferisce per la cifra di 6 milioni di euro all'Hebei CFFC. Il 4 marzo seguente debutta ufficialmente contro il Guangzhou E. Dopo una prima stagione senza gol in 10 presenze, nel 2017 è capocannoniere del suo team con 20 realizzazioni in sole 27 presenze, giungendo così al secondo posto nella classifica marcatori del campionato, a pari merito con Ricardo Goulart e Wu Lei. Nella stessa stagione totalizza anche un totale di 19 assist, ma - nonostante il suo contributo - la squadra si piazza al quarto posto e non si qualifica per la AFC Champions League.
Il 27 novembre 2019 annuncia l'addio al calcio giocato dopo 75 partite, 35 reti e 32 assist messi a segno in quattro stagioni con la formazione cinese.

### Nazionale

#### Nazionali giovanili
Esordisce nella selezione Under-20 della nazionale argentina nel 2005. In totale riesce a realizzare un gol in sette partite disputate.

#### Nazionale olimpica
Con la nazionale olimpica, il 6 febbraio 2008, segna il suo primo gol al Guatemala in un'amichevole di preparazione ai giochi olimpici di Pechino, e si ripete il 24 maggio 2008 al Camp Nou di Barcellona, dove la nazionale olimpica argentina si impone su una selezione Catalogna. Realizza complessivamente 6 reti in 10 partite.
A luglio 2008 viene convocato nella nazionale olimpica argentina che partecipa alle Olimpiadi di Pechino 2008.
Dopo un discreto esordio contro la Costa d'Avorio, Lavezzi segna la rete decisiva contro l'Australia nella seconda partita del girone eliminatorio, che vale il passaggio del turno. Nella terza e ultima gara del girone, Lavezzi va ancora in gol, stavolta su rigore, contro la Serbia. Resta a secco, invece, nei quarti di finale contro i Paesi Bassi, dove entra nel primo tempo supplementare. Nella finale, che vede l'Argentina imporsi per 1-0, subentra nei minuti finali e diventa - insieme a Nicolás Navarro, che però non scende mai in campo - il secondo campione olimpico nella storia del Napoli.

#### Nazionale maggiore

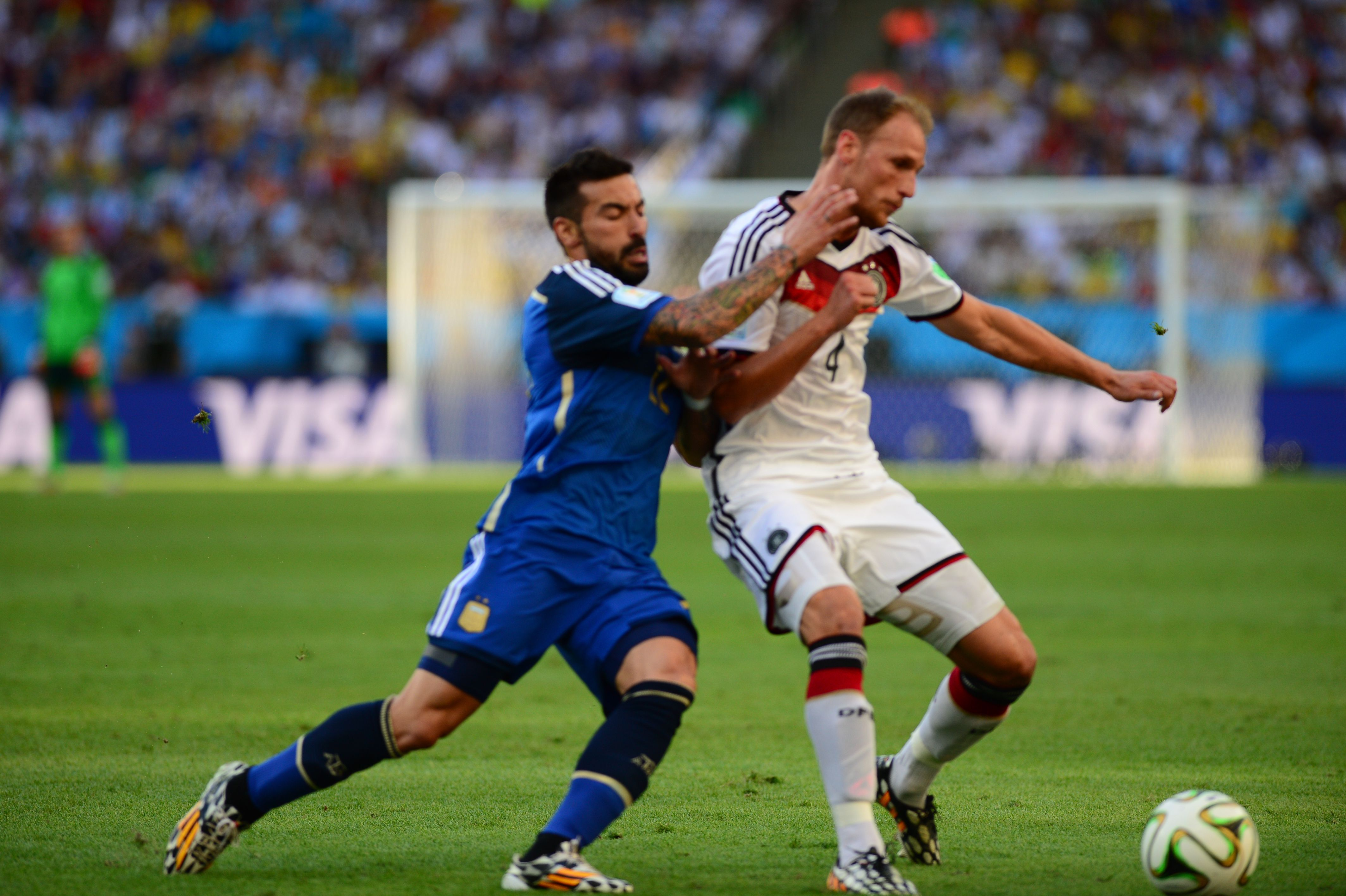
Lavezzi contrasta Benedikt Höwedes nella finale dei Mondiali 2014

Il 18 aprile 2007 esordisce in nazionale maggiore entrando nella ripresa nell'amichevole contro il Cile; non viene però convocato per la Copa América 2007 dal CT Basile. Ritorna in nazionale maggiore sotto la guida del nuovo CT Diego Armando Maradona. Inserito tra i 30 calciatori della lista pre-Mondiale per Sudafrica 2010, il 18 maggio 2010 viene escluso dalla lista definitiva dei 23 convocati.
L'anno seguente, invece, viene convocato per la Copa América 2011 e realizza la sua prima rete con la Selección il 20 giugno 2011 nella partita vinta 4-0 contro l'Albania, ultima amichevole di preparazione in vista della rassegna continentale sudamericana. Inizialmente titolare nelle prime partite, a causa di una squalifica per somma di ammonizioni è costretto a saltare i quarti di finale contro l'Uruguay, nei quali l'Albiceleste viene eliminata ai calci di rigore.
Viene convocato per il Mondiale 2014 da Alejandro Sabella. L'Argentina arriva in finale e Lavezzi gioca quasi tutte le partite da titolare, ma nella finale viene sostituito al 46' e nei tempi supplementari la squadra viene sconfitta 1-0 dalla Germania.
Il 28 maggio 2015 viene inserito dal CT Gerardo Martino nella lista dei 23 convocati in vista della Copa América da disputarsi in Cile.
Viene convocato per la Copa América Centenario negli Stati Uniti. Il 14 giugno 2016 segna il primo gol nella fase a gironi contro la Bolivia (3-0), per poi ripetersi in semifinale nella vittoria 4-0 contro gli Stati Uniti con un gol di testa su assist di Leo Messi. Nella stessa partita, si frattura però il gomito in seguito a una caduta.

## Statistiche

### Presenze e reti nei club
Statistiche aggiornate al 27 novembre 2019.
| Stagione                   | Squadra                    | Campionato                 | Campionato | Campionato | Coppe nazionali | Coppe nazionali | Coppe nazionali | Coppe continentali | Coppe continentali | Coppe continentali | Altre coppe | Altre coppe | Altre coppe | Totale | Totale |
| Stagione                   | Squadra                    | Comp                       | Pres       | Reti       | Comp            | Pres            | Reti            | Comp               | Pres               | Reti               | Comp        | Pres        | Reti        | Pres   | Reti   |
| -------------------------- | -------------------------- | -------------------------- | ---------- | ---------- | --------------- | --------------- | --------------- | ------------------ | ------------------ | ------------------ | ----------- | ----------- | ----------- | ------ | ------ |
| 2003-2004                  | Estudiantes (BA)           | TD                         | 39         | 17         | -               | -               | -               | -                  | -                  | -                  | -           | -           | -           | 39     | 17     |
| ago. 2004                  | Genoa                      | B                          | 0          | 0          | CI              | 0               | 0               | -                  | -                  | -                  | -           | -           | -           | 0      | 0      |
| 2004-2005                  | San Lorenzo                | PD                         | 29         | 9          | -               | -               | -               | CL+CS              | 4+4                | 0                  | -           | -           | -           | 37     | 9      |
| 2005-2006                  | San Lorenzo                | PD                         | 22         | 9          | -               | -               | -               | -                  | -                  | -                  | -           | -           | -           | 22     | 9      |
| 2006-2007                  | San Lorenzo                | PD                         | 33         | 7          | -               | -               | -               | CS                 | 5                  | 1                  | -           | -           | -           | 38     | 8      |
| Totale San Lorenzo         | Totale San Lorenzo         | Totale San Lorenzo         | 84         | 25         |                 |                 |                 |                    | 13                 | 1                  |             |             |             | 97     | 26     |
| 2007-2008                  | Napoli                     | A                          | 35         | 8          | CI              | 4               | 3               | -                  | -                  | -                  | -           | -           | -           | 39     | 11     |
| 2008-2009                  | Napoli                     | A                          | 30         | 7          | CI              | 1               | 0               | Int+CU             | 0+3                | 1                  | -           | -           | -           | 34     | 8      |
| 2009-2010                  | Napoli                     | A                          | 30         | 8          | CI              | 1               | 1               | -                  | -                  | -                  | -           | -           | -           | 31     | 9      |
| 2010-2011                  | Napoli                     | A                          | 31         | 6          | CI              | 2               | 1               | UEL                | 9                  | 2                  | -           | -           | -           | 42     | 9      |
| 2011-2012                  | Napoli                     | A                          | 30         | 9          | CI              | 4               | 0               | UCL                | 8                  | 2                  | -           | -           | -           | 42     | 11     |
| Totale Napoli              | Totale Napoli              | Totale Napoli              | 156        | 38         |                 | 12              | 5               |                    | 20                 | 5                  |             |             |             | 188    | 48     |
| 2012-2013                  | Paris Saint-Germain        | L1                         | 28         | 3          | CF+CdL          | 4+1             | 3+0             | UCL                | 9                  | 5                  | -           | -           | -           | 42     | 11     |
| 2013-2014                  | Paris Saint-Germain        | L1                         | 32         | 9          | CF+CdL          | 1+4             | 1+0             | UCL                | 10                 | 2                  | SF          | 1           | 0           | 48     | 12     |
| 2014-2015                  | Paris Saint-Germain        | L1                         | 31         | 8          | CF+CdL          | 5+3             | 1+0             | UCL                | 8                  | 0                  | SF          | 0           | 0           | 47     | 9      |
| 2015-feb. 2016             | Paris Saint-Germain        | L1                         | 16         | 2          | CF+CdL          | 1+3             | 0+1             | UCL                | 4                  | 0                  | SF          | 0           | 0           | 24     | 3      |
| Totale Paris Saint-Germain | Totale Paris Saint-Germain | Totale Paris Saint-Germain | 107        | 22         |                 | 22              | 6               |                    | 31                 | 7                  |             | 1           | 0           | 161    | 35     |
| 2016                       | Hebei CFFC                 | CSL                        | 10         | 0          | CC              | 0               | 0               | -                  | -                  | -                  | -           | -           | -           | 10     | 0      |
| 2017                       | Hebei CFFC                 | CSL                        | 27         | 20         | CC              | 0               | 0               | -                  | -                  | -                  | -           | -           | -           | 27     | 20     |
| 2018                       | Hebei CFFC                 | CSL                        | 26         | 12         | CC              | 1               | 0               | -                  | -                  | -                  | -           | -           | -           | 27     | 12     |
| 2019                       | Hebei CFFC                 | CSL                        | 11         | 3          | CC              | 0               | 0               | -                  | -                  | -                  | -           | -           | -           | 11     | 3      |
| Totale Hebei C.F.          | Totale Hebei C.F.          | Totale Hebei C.F.          | 74         | 35         |                 | 1               | 0               |                    | -                  | -                  |             | -           | -           | 75     | 35     |
| Totale carriera            | Totale carriera            | Totale carriera            | 460        | 137        |                 | 35              | 11              |                    | 64                 | 13                 |             | 1           | 0           | 560    | 161    |

### Cronologia presenze e reti in nazionale
| Cronologia completa delle presenze e delle reti in nazionale ― Argentina | Cronologia completa delle presenze e delle reti in nazionale ― Argentina | Cronologia completa delle presenze e delle reti in nazionale ― Argentina | Cronologia completa delle presenze e delle reti in nazionale ― Argentina | Cronologia completa delle presenze e delle reti in nazionale ― Argentina | Cronologia completa delle presenze e delle reti in nazionale ― Argentina | Cronologia completa delle presenze e delle reti in nazionale ― Argentina | Cronologia completa delle presenze e delle reti in nazionale ― Argentina |
| Data                                                                     | Città                                                                    | In casa                                                                  | Risultato                                                                | Ospiti                                                                   | Competizione                                                             | Reti                                                                     | Note                                                                     |
| ------------------------------------------------------------------------ | ------------------------------------------------------------------------ | ------------------------------------------------------------------------ | ------------------------------------------------------------------------ | ------------------------------------------------------------------------ | ------------------------------------------------------------------------ | ------------------------------------------------------------------------ | ------------------------------------------------------------------------ |
| 18-4-2007                                                                | Mendoza                                                                  | Argentina                                                                | 0 – 0                                                                    | Cile                                                                     | Amichevole                                                               | -                                                                        | 62’                                                                      |
| 22-8-2007                                                                | Oslo                                                                     | Norvegia                                                                 | 2 – 1                                                                    | Argentina                                                                | Amichevole                                                               | -                                                                        | 46’                                                                      |
| 19-11-2008                                                               | Glasgow                                                                  | Scozia                                                                   | 0 – 1                                                                    | Argentina                                                                | Amichevole                                                               | -                                                                        | 75’                                                                      |
| 12-8-2009                                                                | Mosca                                                                    | Russia                                                                   | 2 – 3                                                                    | Argentina                                                                | Amichevole                                                               | -                                                                        | 63’                                                                      |
| 9-9-2009                                                                 | Asunción                                                                 | Paraguay                                                                 | 1 – 0                                                                    | Argentina                                                                | Qual. Mondiali 2010                                                      | -                                                                        | 46’                                                                      |
| 14-11-2009                                                               | Madrid                                                                   | Spagna                                                                   | 2 – 1                                                                    | Argentina                                                                | Amichevole                                                               | -                                                                        | 83’                                                                      |
| 11-8-2010                                                                | Dublino                                                                  | Irlanda                                                                  | 0 – 1                                                                    | Argentina                                                                | Amichevole                                                               | -                                                                        | 58’                                                                      |
| 8-10-2010                                                                | Saitama                                                                  | Giappone                                                                 | 1 – 0                                                                    | Argentina                                                                | Amichevole                                                               | -                                                                        | 78’                                                                      |
| 17-11-2010                                                               | Doha                                                                     | Brasile                                                                  | 0 – 1                                                                    | Argentina                                                                | Amichevole                                                               | -                                                                        | 46’                                                                      |
| 9-2-2011                                                                 | Ginevra                                                                  | Argentina                                                                | 2 – 1                                                                    | Portogallo                                                               | Amichevole                                                               | -                                                                        | 83’                                                                      |
| 26-3-2011                                                                | New York                                                                 | Stati Uniti                                                              | 1 – 1                                                                    | Argentina                                                                | Amichevole                                                               | -                                                                        |                                                                          |
| 20-6-2011                                                                | Buenos Aires                                                             | Argentina                                                                | 4 – 0                                                                    | Albania                                                                  | Amichevole                                                               | 1                                                                        | 61’                                                                      |
| 1-7-2011                                                                 | La Plata                                                                 | Argentina                                                                | 1 – 1                                                                    | Bolivia                                                                  | Coppa America 2011 - 1º turno                                            | -                                                                        | 55’ - 71’                                                                |
| 6-7-2011                                                                 | Santa Fe                                                                 | Argentina                                                                | 0 – 0                                                                    | Colombia                                                                 | Coppa America 2011 - 1º turno                                            | -                                                                        | 60’                                                                      |
| 11-7-2011                                                                | Córdoba                                                                  | Argentina                                                                | 3 – 0                                                                    | Costa Rica                                                               | Coppa America 2011 - 1º turno                                            | -                                                                        | 85’ 92’                                                                  |
| 11-11-2011                                                               | Buenos Aires                                                             | Argentina                                                                | 1 – 1                                                                    | Bolivia                                                                  | Qual. Mondiali 2014                                                      | 1                                                                        | 59’                                                                      |
| 2-6-2012                                                                 | Buenos Aires                                                             | Argentina                                                                | 4 – 0                                                                    | Ecuador                                                                  | Qual. Mondiali 2014                                                      | -                                                                        | 74’                                                                      |
| 9-6-2012                                                                 | East Rutherford                                                          | Argentina                                                                | 4 – 3                                                                    | Brasile                                                                  | Amichevole                                                               | -                                                                        | 90+1’                                                                    |
| 7-9-2012                                                                 | Córdoba                                                                  | Argentina                                                                | 3 – 1                                                                    | Paraguay                                                                 | Qual. Mondiali 2014                                                      | -                                                                        | 65’                                                                      |
| 11-9-2012                                                                | Lima                                                                     | Perù                                                                     | 1 – 1                                                                    | Argentina                                                                | Qual. Mondiali 2014                                                      | -                                                                        | 74’                                                                      |
| 6-2-2013                                                                 | Stoccolma                                                                | Svezia                                                                   | 2 – 3                                                                    | Argentina                                                                | Amichevole                                                               | -                                                                        | 75’                                                                      |
| 22-3-2013                                                                | Buenos Aires                                                             | Argentina                                                                | 3 – 0                                                                    | Venezuela                                                                | Qual. Mondiali 2014                                                      | -                                                                        | 83’                                                                      |
| 7-6-2013                                                                 | Buenos Aires                                                             | Argentina                                                                | 0 – 0                                                                    | Colombia                                                                 | Qual. Mondiali 2014                                                      | -                                                                        | 81’                                                                      |
| 14-6-2013                                                                | Città del Guatemala                                                      | Guatemala                                                                | 0 – 4                                                                    | Argentina                                                                | Amichevole                                                               | -                                                                        | 79’                                                                      |
| 14-8-2013                                                                | Roma                                                                     | Italia                                                                   | 1 – 2                                                                    | Argentina                                                                | Amichevole                                                               | -                                                                        | 61’                                                                      |
| 10-9-2013                                                                | Asunción                                                                 | Paraguay                                                                 | 2 – 5                                                                    | Argentina                                                                | Qual. Mondiali 2014                                                      | -                                                                        | 65’                                                                      |
| 11-10-2013                                                               | Buenos Aires                                                             | Argentina                                                                | 3 – 1                                                                    | Perù                                                                     | Qual. Mondiali 2014                                                      | 2                                                                        | 87’                                                                      |
| 15-11-2013                                                               | East Rutherford                                                          | Ecuador                                                                  | 0 – 0                                                                    | Argentina                                                                | Amichevole                                                               | -                                                                        | 63’                                                                      |
| 5-3-2014                                                                 | Bucarest                                                                 | Romania                                                                  | 0 – 0                                                                    | Argentina                                                                | Amichevole                                                               | -                                                                        | 77’                                                                      |
| 4-6-2014                                                                 | Buenos Aires                                                             | Argentina                                                                | 3 – 0                                                                    | Trinidad e Tobago                                                        | Amichevole                                                               | -                                                                        | 56’                                                                      |
| 7-6-2014                                                                 | La Plata                                                                 | Argentina                                                                | 2 – 0                                                                    | Slovenia                                                                 | Amichevole                                                               | -                                                                        | 58’                                                                      |
| 21-6-2014                                                                | Belo Horizonte                                                           | Argentina                                                                | 1 – 0                                                                    | Iran                                                                     | Mondiali 2014 - 1º turno                                                 | -                                                                        | 77’                                                                      |
| 25-6-2014                                                                | Porto Alegre                                                             | Nigeria                                                                  | 2 – 3                                                                    | Argentina                                                                | Mondiali 2014 - 1º turno                                                 | -                                                                        | 38’                                                                      |
| 1-7-2014                                                                 | San Paolo                                                                | Argentina                                                                | 1 – 0 dts                                                                | Svizzera                                                                 | Mondiali 2014 - Ottavi di finale                                         | -                                                                        | 74’                                                                      |
| 5-7-2014                                                                 | Brasilia                                                                 | Argentina                                                                | 1 – 0                                                                    | Belgio                                                                   | Mondiali 2014 - Quarti di finale                                         | -                                                                        | 71’                                                                      |
| 9-7-2014                                                                 | San Paolo                                                                | Paesi Bassi                                                              | 0 – 0 dts (2 – 4 dtr)                                                    | Argentina                                                                | Mondiali 2014 - Semifinale                                               | -                                                                        | 101’                                                                     |
| 13-7-2014                                                                | Rio de Janeiro                                                           | Germania                                                                 | 1 – 0 dts                                                                | Argentina                                                                | Mondiali 2014 - Finale                                                   | -                                                                        | 46’                                                                      |
| 28-3-2015                                                                | Landover                                                                 | El Salvador                                                              | 0 – 2                                                                    | Argentina                                                                | Amichevole                                                               | -                                                                        |                                                                          |
| 31-3-2015                                                                | East Rutherford                                                          | Argentina                                                                | 2 – 1                                                                    | Ecuador                                                                  | Amichevole                                                               | -                                                                        | 79’                                                                      |
| 6-6-2015                                                                 | San Juan                                                                 | Argentina                                                                | 5 – 0                                                                    | Bolivia                                                                  | Amichevole                                                               | -                                                                        | 60’                                                                      |
| 26-6-2015                                                                | Viña del Mar                                                             | Argentina                                                                | 0 – 0 (5 – 4 dtr)                                                        | Colombia                                                                 | Coppa America 2015 - Quarti di finale                                    | -                                                                        | 87’                                                                      |
| 4-7-2015                                                                 | Santiago del Cile                                                        | Cile                                                                     | 0 – 0 dts (4 – 1 dtr)                                                    | Argentina                                                                | Coppa America 2015 - Finale                                              | -                                                                        | 29’                                                                      |
| 4-9-2015                                                                 | Houston                                                                  | Argentina                                                                | 7 – 0                                                                    | Bolivia                                                                  | Amichevole                                                               | 2                                                                        | 81’                                                                      |
| 8-9-2015                                                                 | Arlington                                                                | Argentina                                                                | 2 – 2                                                                    | Messico                                                                  | Amichevole                                                               | -                                                                        | 77’                                                                      |
| 9-10-2015                                                                | Buenos Aires                                                             | Argentina                                                                | 0 – 2                                                                    | Ecuador                                                                  | Qual. Mondiali 2018                                                      | -                                                                        | 70’                                                                      |
| 13-10-2015                                                               | Asunción                                                                 | Paraguay                                                                 | 0 – 0                                                                    | Argentina                                                                | Qual. Mondiali 2018                                                      | -                                                                        | 84’                                                                      |
| 13-11-2015                                                               | Buenos Aires                                                             | Argentina                                                                | 1 – 1                                                                    | Brasile                                                                  | Qual. Mondiali 2018                                                      | 1                                                                        | 70’                                                                      |
| 17-11-2015                                                               | Barranquilla                                                             | Colombia                                                                 | 0 – 1                                                                    | Argentina                                                                | Qual. Mondiali 2018                                                      | -                                                                        | 85’ - 86’                                                                |
| 25-3-2016                                                                | Santiago del Cile                                                        | Cile                                                                     | 1 – 2                                                                    | Argentina                                                                | Qual. Mondiali 2018                                                      | -                                                                        | 81’ - 86’                                                                |
| 14-6-2016                                                                | Seattle                                                                  | Argentina                                                                | 3 – 0                                                                    | Bolivia                                                                  | Coppa America 2016 - 1º turno                                            | 1                                                                        |                                                                          |
| 21-6-2016                                                                | Houston                                                                  | Stati Uniti                                                              | 0 – 4                                                                    | Argentina                                                                | Coppa America 2016 - Semifinale                                          | 1                                                                        | 67’                                                                      |
| Totale                                                                   |                                                                          | Presenze                                                                 | 51                                                                       |                                                                          | Reti                                                                     | 9                                                                        |                                                                          |

## Palmarès

### Club
- Campionato argentino: 1

San Lorenzo: Clausura 2007
- Coppa Italia: 1

Napoli: 2011-2012
- Campionato francese: 3

Paris Saint-Germain: 2012-2013, 2013-2014, 2014-2015
- Supercoppa francese: 3

Paris Saint-Germain: 2013, 2014, 2015
- Coppa di Lega francese: 2

Paris Saint-Germain: 2013-2014, 2014-2015
- Coppa di Francia: 1

Paris Saint-Germain: 2014-2015

### Nazionale
- Oro olimpico: 1

Pechino 2008